# Villa Salve
La Villa Salve, également connue sous le nom de Villa Winspeare, est une villa monumentale de Naples, située dans le quartier de Vomero.

## Histoire et description
Elle a été construite au XVIIIe siècle par les ducs de Salve, puis est passée, dans la seconde moitié du XIXe siècle, à la famille Winspeare, grâce au mariage entre Antonio Winspeare et Emma Gallon, duchesse de Salve.
Le bâtiment, composé d'un corps de forme rectangulaire avec une tourelle à l'arrière, a son entrée sur le corso Europa, en face du parc de la Villa Ricciardi, debout au pied de la colline du Vomero. 
La villa, longtemps abandonnée, a connu une restauration douloureuse, au début du XXIe siècle; la restauration de la façade a été achevée en 2012.